# تطبيق بلاي ستيشن
تطبيق بلاي ستيشن (بالإنجليزية: PlayStation App) هو تطبيق برمجي لأجهزة آي أو إس وأندرويد تم تطويره بواسطة شركة بلاي ستيشن موبايل.

## ميزات
يتيح التطبيق للمستخدمين:
- التعرف على الأصدقاء المتصلين وما يلعبونه.
- تلقي الإخطارات وتنبيهات اللعبة والدعوات.
- تخصيص ملف تعريف شبكة بلاي ستيشن.
- عرض التقدم ومقارنة الجوائز.
- مواكبة أحدث الأنشطة من الأصدقاء واللاعبين المتابعين.
- احصل على الألعاب والوظائف الإضافية في متجر بلاي ستيشن، وأرسل الطلبات عن بُعد إلى بلاي ستيشن 4 لتنزيلها في الخلفية.

طورت سوني أيضًا تطبيقات أخرى لاستكمال التطبيق الرئيسي، مثل رسائل بلاي ستيشن (PlayStation Messages) لتبادل الرسائل مع مستخدمي شبكة بلاي ستيشن، ومجتمعات بلاي ستيشن لعرض مجتمعات بلاي ستيشن 4 وكشاشة بلاي ستيشن 4 ثانية، لاستخدام الجهاز كرفيق شاشة ثانٍ في ألعاب بلاي ستيشن 4 المحددة وكذلك لوحة مفاتيح على الشاشة لكتابة سريعة وسهلة.

## تاريخ التحديث
تم إصدار الإصدار الأول من التطبيق في 15 نوفمبر 2013، وهو يوم إطلاق بلاي ستيشن 4 في أمريكا الشمالية. تم إصدار الإصدار 1.70 في 30 أبريل 2014 مضيفًا الإخطارات وروابط طلبات الصداقة وصور الملف الشخصي المخصصة. تم إصدار الإصدار 2.00 في 27 أكتوبر 2014 مضيفًا دعم الجهاز اللوحي. الإصدار 2.50 الذي تم إصداره في 26 مارس 2015 أضاف خيارات إمكانية الوصول. الإصدار 3.00 الذي تم إصداره في 30 سبتمبر 2015 أضاف الأحداث وتسجيل دخول الضيف. أضاف الإصدار 3.10 القدرة على متابعة اللاعبين الذين تم التحقق منهم وتم دمج جزء المراسلة في التطبيق الخاص به. أضاف الإصدار 3.50 القدرة على إنشاء الأحداث. 4.00 سمح للمستخدمين بتغيير الصورة الرمزية الخاصة بهم في شبكة بلاي ستيشن مباشرة من التطبيق. تم إصدار تطبيق جديد، مجتمعات بلاي ستيشن (PlayStation Communities) في 29 نوفمبر 2016.
تمت إعادة تصميم تطبيق تطبيق بلاي ستيشن بالكامل في 7 نوفمبر 2017 مع أوقات تحميل محسّنة. تم دمج وظيفة الشاشة الثانية في التطبيق الخاص بها وتمت إزالة القدرة على عرض البث المباشر وإزالة قوائم الجوائز بمعدل إتمام يبلغ 0%.
تمت إعادة تصميم تطبيق بلاي ستيشن بالكامل مرة أخرى في 28 أكتوبر 2020 مع خيارات لتشغيل الألعاب عن بُعد وإدارة التخزين وتسجيل الدخول إلى نظامك. يمكنك شراء الألعاب وتنزيلها مباشرة على بلاي ستيشن 5 وبلاي ستيشن 4.
أثناء استخدام هاتفك، يمكنك إنشاء مجموعات جماعية ودردشة صوتية مع 15 شخصًا آخرين. تم أيضًا دمج رسائل بلاي ستيشن في تطبيق بلاي ستيشن.
بدلاً من عرض الويب القديم، أضافت سوني متجر بلاي ستيشن أصليًا بالكامل، لذا من المفترض أن يكون التسوق وتنزيل الألعاب عن بُعد إلى بلاي ستيشن 5 وبلاي ستيشن 4 أسهل بكثير. تمنحك الواجهة العامة المحدثة نظرة أسرع على ما يلعبه الأصدقاء، بالإضافة إلى الألعاب الخاصة بك التي تم لعبها مؤخرًا.

## روابط خارجية
- تطبيق بلاي ستيشن على آب ستور
- تطبيق بلاي ستيشن على متجر جوجل بلاي